# Зайцев, Андрей Юрьевич
Андрей Юрьевич Зайцев (род. 1956) — математик, лауреат премии имени А. А. Маркова (2009).

## Биография
Родился 15 сентября 1956 года.
В 1978 году окончил математико-механический факультет Ленинградского государственного университета, и после был принят на работу в Ленинградское отделение Математического института им. В. А. Стеклова АН СССР в лабораторию статистических методов.
В 1981 году — защитил кандидатскую диссертацию, тема: «Об аппроксимации распределений сумм независимых случайных векторов безгранично делимыми распределениями», научный руководитель — И. А. Ибрагимов.
В 1989 году — защитил докторскую диссертацию, тема: «Равномерные предельные теоремы для сумм независимых случайных векторов».
В 1992 году был избран на должность ведущего научного сотрудника ПОМИ РАН.
С 2001 по 2006 годы — работа в должности ученого секретаря ПОМИ.
С 2006 года — снова ведущий научный сотрудник ПОМИ.
В 2005—2006 годах и с 2010 года по настоящее время — работа по совместительству в должности профессора кафедры теории вероятностей и математической статистики Санкт-Петербургского государственного университета.

### Общественная деятельность
Учёный секретарь специализированного совета по защите докторских диссертаций, член редколлегии журналов «Journal of Statistical Planning and Inference», «European Journal of Mathematics» и «Записки научных семинаров ПОМИ».

## Награды
Премия имени А. А. Маркова (2009) — за цикл работ «Оценка точности аппроксимации распределений сумм независимых слагаемых».